# Леонтьевщина
Леонтьевщина — деревня в Кичменгско-Городецком районе Вологодской области.
Входит в состав Енангского сельского поселения, с точки зрения административно-территориального деления — в Нижнеенангский сельсовет.
Расстояние по автодороге до районного центра Кичменгского Городка составляет 50 км, до центра муниципального образования Нижнего Енангска — 3 км. Ближайшие населённые пункты — Коряковщина, Рудниково, Нижний Енангск.
Население по данным переписи 2002 года — 31 человек (11 мужчин, 20 женщин). Всё население — русские.